# 3811-es mellékút (Magyarország)
A 3811-es számú mellékút egy bő 20 kilométeres hosszúságú, négy számjegyű mellékút Borsod-Abaúj-Zemplén vármegye keleti részén, illetve kis részben Szabolcs-Szatmár-Bereg vármegye határán; Sárospatakot köti össze a Bodrogköz néhány kisebb – részben a városhoz tartozó – lakott helyével, településével.

## Nyomvonala
Sárospatak Kispatak városrészének déli széle közelében ágazik ki a 3803-as útból, annak az 1+400-as kilométerszelvénye közelében, délkeleti irányban, Dorkói út néven. Mintegy 600 méter után kilép a város házai közül és külterületen folytatódik; a második kilométerét elhagyva délebbnek fordul, nagyjából a 6. és 7. kilométerei között pedig egy kisebb vízfolyás kanyarulatait követi. Körülbelül a 9. és 10. kilométerei között Dorkó városrész házai között halad el, közben, a 9+750-es kilométerszelvénye táján beletorkollik kelet felől a 38 112-es számú mellékút, mely a 3814-es úttal biztosít összeköttetést.
Kevéssel a 11. kilométere előtt az út átszeli Györgytarló határát, mindegy 12,2 kilométer megtétele után pedig, egy éles, közel derékszögű irányváltással délnyugat felé fordul. 16,2 kilométer után éri el e község belterületének keleti szélét, ahol a Széchenyi utca nevet veszi fel, de még a 17. kilométere előtt el is hagyja a lakott területet. Nyugat felé folytatódik, amíg – 19,7 kilométer megtételét követően – el nem éri Gávavencsellő határszélét, onnantól kissé északabbnak fordul, s a határvonalat kísérve folytatódik. A 3803-as útba visszatorkollva ér véget, annak a 12+900-as kilométerszelvénye közelében, Gávavencsellő, Györgytarló és Kenézlő hármashatáránál.
Teljes hossza, az országos közutak térképes nyilvántartását szolgáló kira.kozut.hu adatbázisa szerint 20,442 kilométer.

## Települések az út mentén
- Sárospatak-Kispatak
- Sárospatak-Dorkó
- Györgytarló
- (Gávavencsellő)
- (Kenézlő)

## Története
A Kartográfiai Vállalat 1970-es kiadású Magyarország autótérképe a sárospataki kiágazásától Györgytarlóig tartó szakaszát szinte teljes egészében kiépített. de nem pormentes, csupán portalanított útként jelöli; a Györgytarló és a Kenézlő határában lévő végpont közti szakaszt pedig nem tünteti fel.